# Röd vasspiga
Röd vasspiga (Coccidula rufa) är en skalbaggsart som först beskrevs av Herbst 1783. Den ingår i släktet Coccidula och familjen nyckelpigor.

## Beskrivning
En påtagligt slank och avlång nyckelpiga, med nästan parallella sidor på täckvingarna. Hela kroppen är rödbrun utan några tydliga teckningar, men med gles behåring. Halsskölden är mörkare röd än täckvingarna; vissa individer kan ha ett mörkare parti på täckvingarna just bakom halsskölden. Antennerna är långa. Arten är mycket liten, med en längd på 2,5 till 3 mm.

## Utbredning
Utbredningsområdet omfattar Mellan- och Nordeuropa (med undantag av Island) och vidare österut genom Vitryssland, Ukraina, Moldavien, Ryssland, Sibirien, Georgien, Armenien, Azerbajdzjan och Kazakstan till Afghanistan och Mongoliet. Den förekommer även i Nordafrika. I Sverige finns den i Götaland, Svealand och längs Norrlandskusten, medan den i Finland främst har påträffats i de södra delarna av landet, med ett mindre antal observationer i norr.

## Ekologi
Arten föredrar fuktiga biotoper som träsk och torvmossar, gärna med högvuxna gräs och halvgräs som bladvass, starr och höga glyceriorarter. Den förekommer emellertid även i torrare miljöer, som torrängar, fält, flodsandstränder, sand- och lertag och trädgårdar. Både larverna och de vuxna individerna lever av bladlöss. Arten övervintrar i vassens bladveck, grästuvor, tågväxter och bland döda växtdelar på marken.

## Bildgalleri

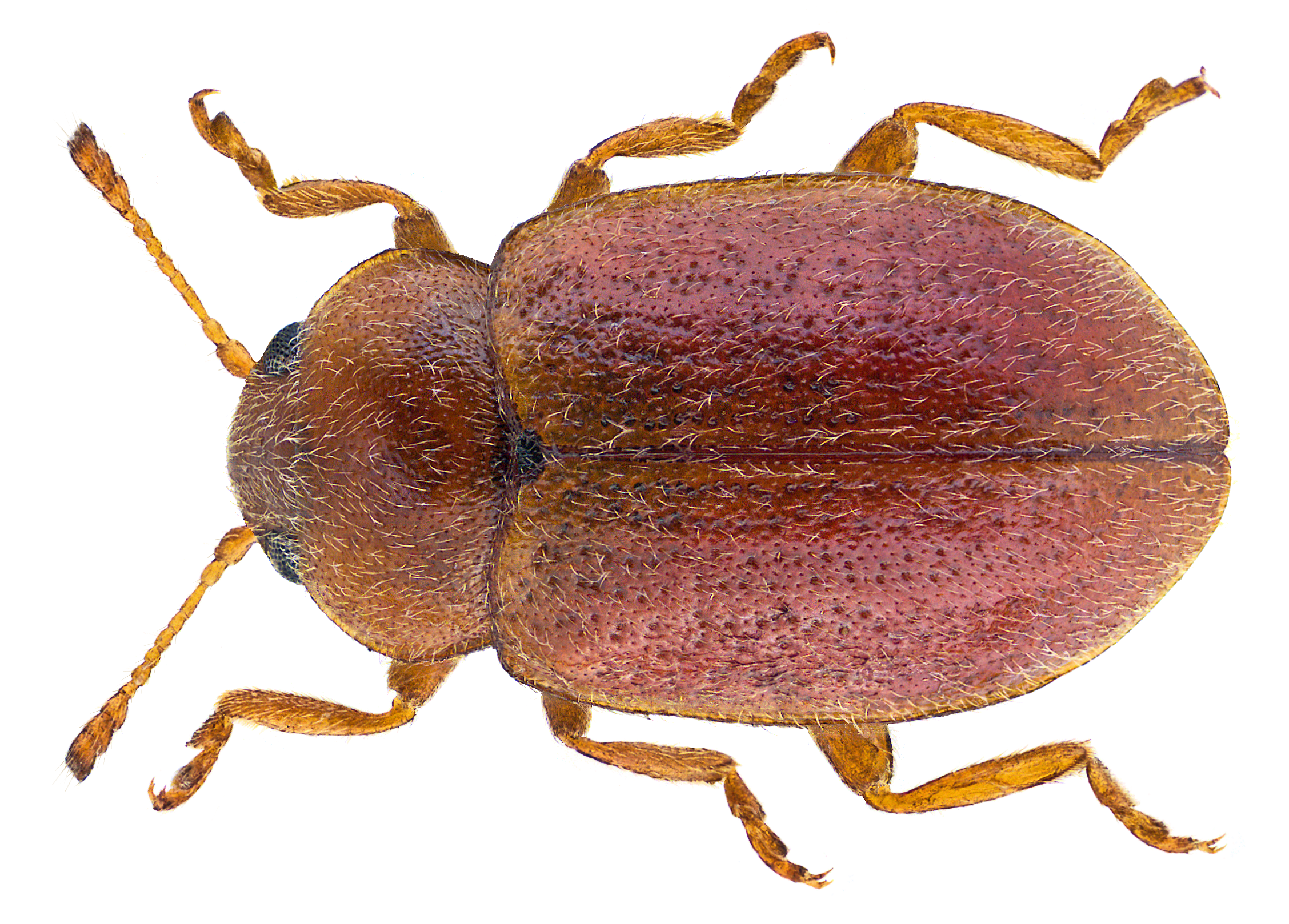
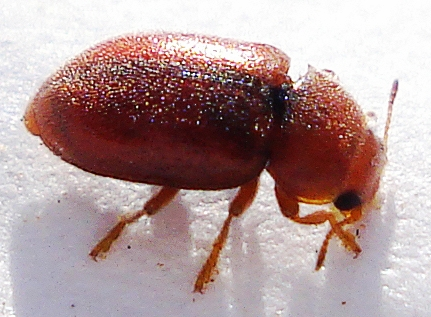
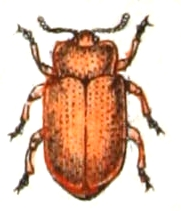